# Сукет, Хорхе
Хорхе Сукет (исп. Jorge Suquet, род. 3 июля 1980, Мадрид) — испанский актёр кино, телевидения и театра.

## Биография
Основополагающей в его карьере в Нью-Йорке и Мадриде, где он сейчас живёт, была его роль Graziel (Грасиэль) в сериале «Ангел или Демон». Он был награждён за роль в фильме «Крематорий» и в молодости сыграл короля Хуана Карлоса в ТВ-фильме «София», который снял известный режиссёр Антонио Эрнандес. Он также участвовал в фильме «Убийство» Эдуарда Кортеса и «Мул» Майкла Рэдфорда. И он рассматривается как новый персонаж в 14-м сезоне «Tell Me» (BBC1) и «Дар Alba» (Telecinco).

## Фильмография
Кино:
- 2012 Ограбление!
- 2009 Хочу в Голливуд — репортер Коразон
- 2009 Мул
- 2007 Между чем-то и настоящим
- 2017 Букшоп — м-р Торнтон

Телевидение:
- 2019 — Отряд Коста-дель-Соль (первый сезон)
- 2013 — Помнишь, когда…
- 2013 — Дар Alba
- 2012 — Плечо
- 2011 — Ангел или Демон (роль Грасиэля — слуги Дуны, работающего для того, чтобы пытать жертв, завоёвывать их доверие, чтобы потом получить желаемое, нарушая их узы дружбы, заставлять их ревновать друг друга. Страдания и боль его жертв приносит ему удовольствие)
- 2010 — Крематорий (одна из серий)
- 2010 — София
- 2008 — Наследники
- 2008 — Ell @ S
- 2008 — Долгое будущее
- 2005 — Центральная больница

### Театр
- 2012 — Свингеры, Paco Кабальеро. Microtheatre, Мадрид.
- 2011 — Будущий 10.0. Microtheatre, Мадрид / Гараж Люмьер, Мадрид.
- 2008 — MacbethLadyMacbeth, Naves дель Matadero, Мадрид.
- 2007 — Близнецы по Плавта. Восточное побережье США Tour.
- 2006 — Счастливый час. Большой Малый театр, Нью-Йорк.
- 2006 — Дьявол делает работу. Nuyorikan Поэта Кафе, Нью-Йорк.
- 2005 — Хоронить мертвых. Рита Wallach Morganthau театр, Нью-Йорк.
- 2004 — Жизнь есть сон. Ко Кальдерон де ла Барка. Тур Испании.